# Ejby (Middelfart)
Ejby is een plaats en voormalige gemeente in Denemarken.

## Voormalige gemeente
De oppervlakte bedroeg 162,73 km². De gemeente telde 10.046 inwoners waarvan 5066 mannen en 4980 vrouwen (cijfers 2005).
De gemeente ontstond in 1970 uit de volgende parochies:
- Balslev
- Brenderup
- Ejby
- Fjelsted
- Gelsted
- Harndrup
- Husby
- Indslev
- Tanderup
- Ørslev

Bij de herindeling van 2007 werd de gemeente bij Middelfart gevoegd.

## Plaats

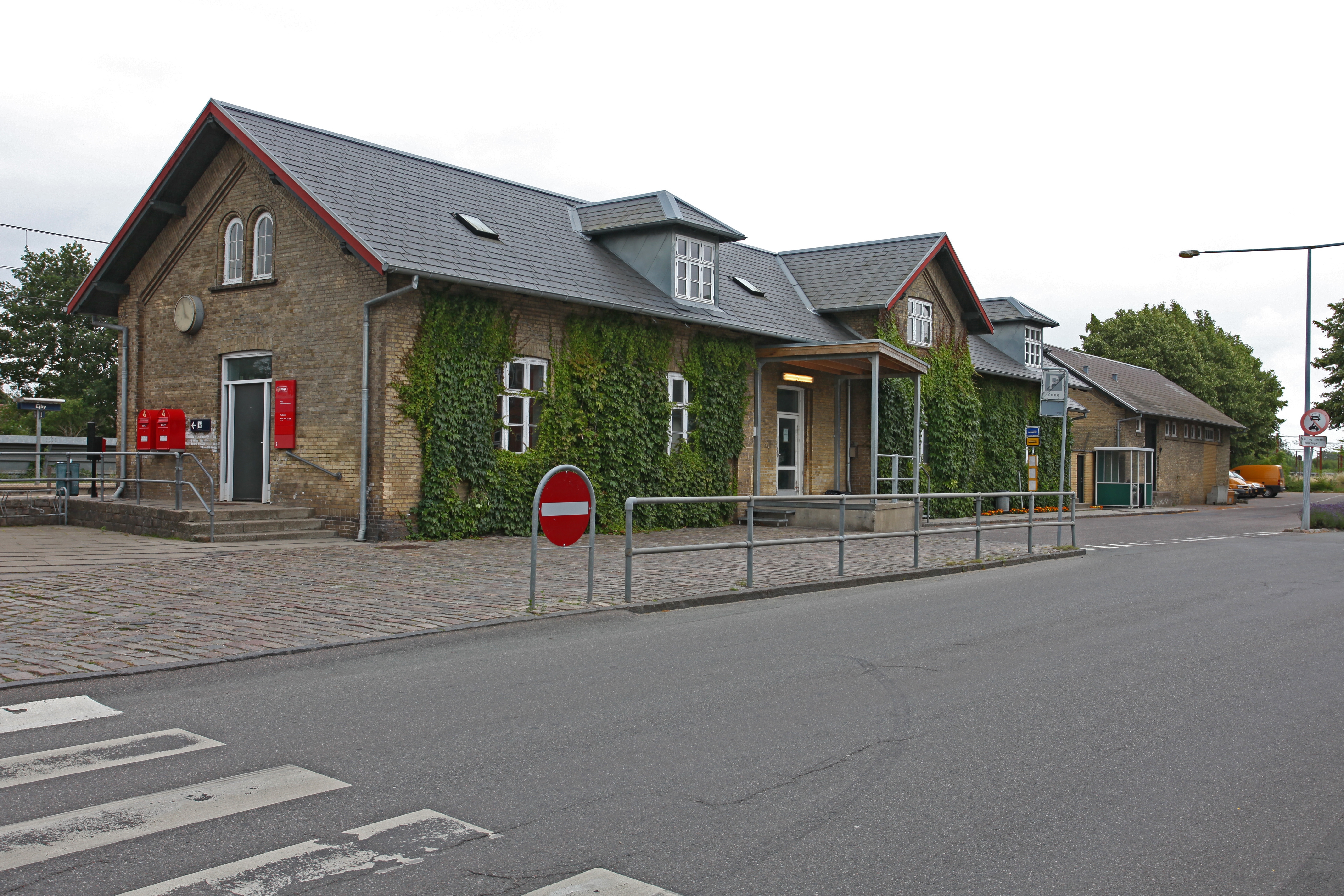
Station

De plaats Ejby telt 2088 inwoners (2020). Ejby ligt aan de spoorlijn Nyborg - Fredericia. Het oorspronkelijke stationsgebouw is niet meer in gebruik. 